# Operazione Linebacker II
L'operazione Linebacker II fu un'operazione militare pianificata e condotta dalla Seventh Air Force dell'USAF e dalla task force 77 della U.S. Navy per bombardare obiettivi di interesse strategico nel Vietnam del Nord durante gli ultimi mesi della guerra del Vietnam.
L'operazione durò dal 18 dicembre al 29 dicembre 1972, fatto per cui venne soprannominata Christmas Bombings (letteralmente "bombardamenti di Natale"). È stato il bombardamento più massiccio che l'USAF abbia condotto dalla seconda guerra mondiale e vide l'impiego in gran numero dei bombardieri strategici del SAC Boeing B-52 Stratofortress impiegati in lunghe e difficili missioni aeree in partenza dalle basi di Guam e della Thailandia. L'operazione Linebacker II fu da un punto di vista militare la prosecuzione della operazione Linebacker, durata da maggio a ottobre del 1972 e venne sferrata, su ordine del presidente Richard Nixon per costringere il Vietnam del Nord a riprendere i negoziati e concludere finalmente la guerra in Indocina.
L'operazione raggiunse solo risultati parziali: inflisse pesanti danni alle strutture militari e civili del Vietnam del Nord con numerose vittime civili, ma costò danni rilevanti anche alle forze aeree americane e, dal punto di vista diplomatico, non indusse i nordvietnamiti a cambiare in maniera rilevante le loro posizioni negoziali nelle trattative in corso a Parigi.

## La guerra del Vietnam nel 1972
(Parole rivolte dal presidente Richard Nixon all'ammiraglio Thomas Moorer, capo degli stati maggiori riuniti, prima dell'attacco)
Nella primavera 1972 l'interminabile guerra del Vietnam aveva avuto una nuova svolta militare: l'Esercito popolare del Vietnam e i Viet Cong avevano sferrato una nuova grande offensiva generale in tre settori decisivi del Vietnam del Sud, attaccando a sud della zona smilitarizzata, negli altipiani centrali e nella regione sopra a Saigon. Questa inattesa offensiva di Pasqua si svolgeva mentre era in corso da oltre due anni il lento ritiro delle forze di terra degli Stati Uniti e procedeva con grande difficoltà e pochi successi il cosiddetto programma americano di vietnamizzazione del conflitto. Inoltre a Parigi fin dalla fine del 1968 si svolgevano estenuanti e infruttuose trattative tra le parti in causa per ricercare una soluzione negoziata del conflitto. Le posizioni inconciliabili tra le parti, l'ostruzionismo del governo del Vietnam del Sud e la determinazione del presidente Richard Nixon a raggiungere la "pace con onore" ed evitare un'umiliante sconfitta, rendevano estremamente complicate le trattative guidate principalmente dal consigliere per la sicurezza nazionale Henry Kissinger e dall'alto rappresentante del Vietnam del Nord Lê Đức Thọ.
L'offensiva di Pasqua si concluse dopo alterne vicende con un parziale fallimento strategico per le forze comuniste nordvietnamite e vietcong che non riuscirono a provocare il crollo definitivo del regime del presidente Nguyễn Văn Thiệu; il presidente Nixon aveva preso decisioni radicali e, spesso in contrasto con il parere di Kissinger, aveva iniziato una nuova serie di pesanti bombardamenti del Vietnam del Nord. L'operazione Linebacker, sferrata con l'impiego massiccio delle forze aeree americane e in particolare dei bombardieri strategici Boeing B-52 Stratofortress trasferiti in gran numero a Guam, fermò l'offensiva nordvietnamita e inflisse forti perdite al nemico consentendo all'esercito sudvietnamita di resistere. A partire dal 1º agosto 1972 a Parigi iniziarono una serie di colloqui tra Kissinger e Le Duc Tho che per la prima volta sembrarono aprire concrete prospettive di accordo.
L'8 ottobre 1972 il delegato nord vietnamita Le Duc Tho presentò quella che egli definì una proposta "molto realistica e molto semplice". Essa prevedeva il cessate il fuoco, il ritiro di tutte le forze statunitensi in Vietnam e lo scambio dei prigionieri di guerra. Le cruciali questioni politiche invece sarebbero state momentaneamente tralasciate e affidate ad un "Consiglio per la riconciliazione nazionale" che sarebbe stato formato da rappresentanti del Governo rivoluzionario provvisorio, del governo filo-americano del Vietnam del Sud e da non meglio precisati, "rappresentanti neutrali". Questo "Consiglio per la riconciliazione nazionale" avrebbe in teoria dovuto favorire la pacificazione e la concordia e preparare al momento opportuno le elezioni generali. In attesa della conclusione di una pace reale, la proposta di Le Duc Tho prevedeva che le forze comuniste del Vietcong e i governativi di Saigon avrebbero mantenuto le loro strutture di potere distinte e sarebbero rimaste sulle rispettive posizioni, controllando il territorio secondo uno schema definito "a pelle di leopardo".
Nonostante gli sforzi di mediazione fatti dal maggio del 1972 per cercare di trovare un accordo di massima riguardo al conflitto del Vietnam, alcuni punti del protocollo di intesa non riuscirono ad essere approvati. Per quanto riguarda la liberazione di prigionieri politici da parte del Vietnam del Sud e le cicliche forniture di armi da parte degli Stati Uniti non si riuscì a trovare un accordo che potesse soddisfare entrambe le fazioni. Allo stesso tempo gli inviati nordvietnamiti premevano affinché si riuscisse a firmare un accordo di pace prima di novembre, sperando che in vista delle elezioni presidenziali il presidente degli Stati Uniti Richard Nixon fosse disposto ad accettare le proposte nord vietnamite. Nonostante le pressioni esercitate dal Vietnam del Nord e alcuni punti sui quali non pareva possibile trovare un accordo, Kissinger ritenne tutto sommato soddisfacente l'accordo al quale si era giunti e informò il presidente di un possibile trattato di pace. Nixon, che a sua volta tentava di porre fine all'intervento statunitense nel Vietnam, approvò il protocollo di intesa che si era elaborato e ordinò a Kissinger di recarsi a Saigon per presentare la proposta al presidente sudvietnamita Thieu prima di recarsi ad Hanoi, dove si sarebbe ratificato il trattato di pace il 31 ottobre 1972.
Quando Kissinger però presentò il testo dell'accordo proposto il presidente Thieu respinse fermamente il trattato e propose oltre 127 modifiche affinché potesse essere anche accettato da parte del Vietnam del Sud. Tra i punti salienti c'era anche il problema del confine tra i due paesi. L'accordo di Parigi prevedeva che la linea di confine tra i due paesi, tracciata durante gli accordi di Ginevra nel 1954, fosse una linea di demarcazione militare coreana provvisoria, mentre il governo sudvietnamita impose che venisse riconosciuto come confine internazionale. Di fatto la diplomazia statunitense si trovò in una situazione molto difficile. Se da un lato gli Stati Uniti si erano impegnati a preservare l'indipendenza del Vietnam del Sud ora scendevano ad accordi che mettevano in discussione la sovranità del governo sudvietnamita sul proprio territorio dando l'impressione al governo di Saigon di avergli voltato le spalle.
Il 20 novembre 1972 fu quindi presentato da Kissinger ai delegati nordvietnamiti il testo del trattato rielaborato con le modifiche richieste dal governo del Vietnam del Sud con l'aggiunta di ulteriori 44 modifiche richieste da Nixon. Le richieste avanzate da Nixon prevedevano la garanzia di un cessate il fuoco da parte del governo nordvietnamita in tutta l'Indocina, la creazione di una forza di pace da inviare in Vietnam per garantire il mantenimento della pace e il ritiro di tutte le forze armate nord vietnamite dal Vietnam del Sud.
Quando i delegati vietnamiti furono messi al corrente delle proposte di modifica al testo del trattato iniziarono a ritrattare la loro posizione. Iniziarono quindi una serie di colloqui tra esperti statunitensi e delegati vietnamiti che durarono dieci giorni e si conclusero il 13 dicembre 1972. Essendo rimasti irrisolti alcuni punti importanti, come il programma di scambio dei prigionieri e il meccanismo di controllo del cessate il fuoco, le trattative in pratica erano ancora una volta giunte ad un punto morto; i dirigenti nordvietnamiti ritenevano che gli americani stessero guadagnando tempo per migliorare le condizioni dell'accordo; Le Duc Tho lasciò la conferenza e ritornò ad Hanoi asserendo di dover consultare gli altri capi nazionali.
Di fronte a questo nuovo rinvio sembra che Kissinger abbia perso il controllo e, ritornato a sua volta negli Stati Uniti, abbia mostrata estrema irritazione verso i nordvietnamiti; egli presentò due proposte al presidente Nixon: attendere fino al gennaio 1973 prima di riprendere i negoziati assumendo posizioni rigide nelle trattative oppure riprendere subito in modo massiccio i bombardamenti aerei sul Vietnam del Nord per costringere i "comunisti a parlare seriamente".
Sfumata la possibilità di un accordo di pace e stretto dai tempi, Nixon approvò l'uso della forza per forzare il Vietnam del Nord nuovamente al tavolo dei negoziati di pace. Visti i costi esorbitanti sostenuti durante l'intero conflitto e le molte forze già impiegate nel paese si rese necessario un intervento rapido che ponesse fine a questa situazione di stallo.
Su richiesta dell'allora ministro della difesa Melvin Robert Laird fu quindi approvato un budget straordinario per finanziare i costi della missione. Kissinger annunciò un ultimatum entro il quale Hanoi avrebbe dovuto accettare il trattato di pace offerto. Nel caso il governo nordvietnamita non si fosse dichiarato disposto a riprendere le trattative di pace entro 72 ore dall'annuncio dell'ultimatum, il governo statunitense avrebbe lanciato un attacco contro il Vietnam del Nord.
Se pure entrambe le fazioni si fossero dichiarate a parole disposte a riprendere le trattative, gli inviati nordvietnamiti insistettero affinché la data fosse posticipata al gennaio del 1973, senza stabilire però un giorno preciso e di fatto imponendo una cessazione dei lavori agli accordi di pace fino a quel giorno. Convinti che dopo il Congresso nazionale che si sarebbe dovuto tenere il 16 gennaio 1973 avrebbero avuto condizioni più favorevoli per imporre la loro volontà, non tennero conto del fatto che il presidente Nixon si vedeva costretto a trovare una soluzione al conflitto entro la fine dell'anno, costringendolo di fatto a ricorrere alla forza.

## Pianificazione

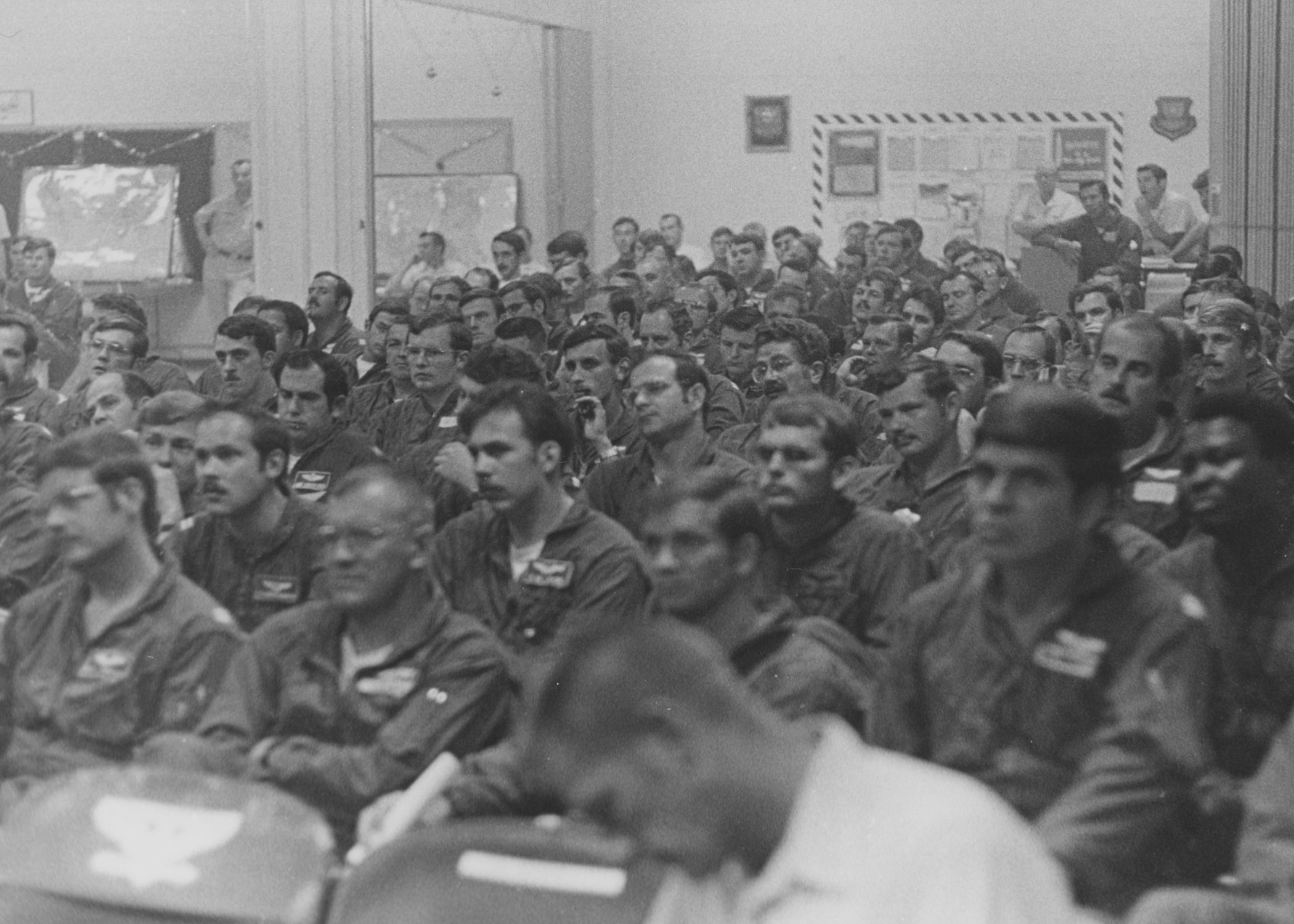
Equipaggi di B-52 della base aerea di Andersen a Guam, durante una riunione di pianificazione prima di una missione dell'operazione Linebacker II.

La prima comunicazione sulla possibilità concreta di sferrare una nuova serie di bombardamenti sul Vietnam del Nord giunse al quartier generale del SAC fin dal 15 dicembre 1972. In precedenza il presidente Nixon aveva chiarito con espressioni brutali ed estremamente violente direttamente al capo degli stati maggiori riuniti, ammiraglio Thomas H. Moorer, che questa volta si attendeva risultati decisivi, il presidente aveva esplicitamente chiarito che era intenzionato a togliere gran parte dei vincoli operativi e delle restrizioni che in passato sembravano aver ridotto l'efficienza della guerra aerea americana nel Vietnam. L'operazione si sarebbe concentrata contro strade, centrali elettriche, centri di comunicazione, installazioni militari nell'area densamente urbanizzata di Hanoi e contro le banchine, i cantieri e le raffinerie del grande porto di Haiphong.
Il presidente Nixon prese la decisione estrema di togliere le restrizioni all'impiego dei bombardieri strategici Boeing B-52 Stratofortress del SAC contro obiettivi nel Vietnam del Nord; sembra che la proposta iniziale sia stata formulata dal generale Alexander Haig che riteneva essenziale sferrare un colpo il più possibile potente per forzare una decisione nei negoziati. Nixon approvò subito e anche Kissinger fu pienamente favorevole. In parte la decisione di impiegare in massa i B-52 sul Vietnam del Nord derivò dalla necessità di condurre con precisione operazioni in condizioni atmosferiche sfavorevoli e prevalentemente nelle ore notturne; in queste condizioni avverse, anche secondo l'ammiraglio Moorer, solo i B-52 erano in grado di garantire un'operatività costante nelle 24 ore con ogni condizione climatica. In realtà l'intervento dei bombardieri strategici derivava anche da considerazioni psicologiche e dalla necessità da parte di Nixon di dare una grandiosa dimostrazione di potenza d'urto anche in prospettiva futura.
Complessivamente lo Strategic Air Command schierò per l'operazione Linebacker II oltre duecento bombardieri strategici Boeing B-52 Stratofortress, dei quali circa 50 schierati nella base in Thailandia di U-Tapao, mentre nella base aerea Andersen nell'isola di Guam erano concentrati 155 B-52, il più numeroso raggruppamento della storia di questo grande e potente aereo. Soprannominata The Rock ("la roccia"), la base aerea di Andersen accoglieva quindi una formidabile concentrazione di aerei, equipaggi e personale di terra; oltre 12000 uomini erano alloggiati nelle insufficienti e inadeguate strutture presenti nella base. Gli uomini, sistemati in precarie tendopoli, in rudimentali edifici e anche nella palestra della base, soffrirono durante l'operazione notevoli disagi.
Le missioni di bombardamento furono accuratamente pianificate. Per ridurre le possibilità del nemico di abbattere i B-52, questi volavano in formazioni di tre apparecchi in modo da ottimizzare la probabilità di ingannare i radar con i sistemi di disturbo dei quali erano dotati. La maggior parte dei bombardieri sarebbero partiti dalla base aerea Andersen a Guam e quindi avrebbero dovuto percorrere fino a 13 000 chilometri con missioni che sarebbero potute durare anche diciotto ore di volo con la necessità di almeno un rifornimento in volo. Gli aerei da rifornimento, Boeing KC-135 Stratotanker, erano schierati nella base aerea di Kadena nell'isola di Okinawa e sarebbe stato necessario un preciso calcolo dei tempi per permettere il contatto con i bombardieri in volo da Guam. Per consentire un perfetto contatto erano previste aree, denominate timing box, dove i bombardieri avrebbero potuto allungare o accorciare il percorso per giungere in tempo per il rifornimento con le aerocisterne in volo da Kadena. Una prima timing box venne predisposta a nord delle Filippine, prima dell'area di rifornimento stabilita dai pianificatori a sud-ovest dell'isola di Luzon, mentre una seconda timing box era prevista al largo delle coste del Vietnam dove i B-52 avrebbero potuto nuovamente regolare il tempo di arrivo sugli obiettivi.
Giunti nei cieli del Vietnam del Sud, era previsto che i bombardieri si dividessero per raggiungere gli obiettivi da direzioni diverse; i B-52 quindi si sarebbero diretti o subito verso il Vietnam del Nord, oppure sarebbero passati dal Laos o dalla Thailandia. Raggiunto l'obiettivo e sganciato il carico bellico, i bombardieri avrebbero dovuto prendere la via del ritorno; la maggior parte sarebbe scesa subito a sud e avrebbe percorso una rotta meridionale che attraversava i cieli delle Filippine prima di raggiungere Guam, mentre alcuni B-52, impegnati in missioni ancora più lunghe, avrebbero percorso la rotta settentrionale e avrebbero effettuato un secondo rifornimento in volo. Le missioni dei B-52 in partenza da U-Tapao sarebbero state meno lunghe e impegnative; i bombardieri sarebbero decollati e avrebbero raggiunto gli obiettivi senza necessità di rifornimento in volo.
Velivoli d'appoggio quali gli F-105 Thunderchief e gli F-4 Phantom avevano il compito di contrastare eventuali MiG alzatisi in volo per attaccare i bombardieri e dovevano attaccare se necessario le posizioni della contraerea, qualora il fuoco da terra si fosse rivelato una minaccia eccessiva. Infine, una volta sganciate le bombe i B-52 avrebbero effettuato una brusca virata sopra il loro bersaglio per invertire la rotta e uscire il prima possibile dallo spazio aereo nemico. Di fatto non si tenne però conto che una manovra così brusca avrebbe ridotto sensibilmente la velocità dei velivoli di circa 185 km/h esponendo l'apparecchio al fuoco da terra della contraerea. Contemporaneamente gli impianti EW per il disturbo dei radar nemici si sarebbero trovati in una posizione tale che non avrebbe permesso loro di funzionare in modo appropriato e rendendo l'apparecchio ulteriormente vulnerabile.

## Mezzi impiegati

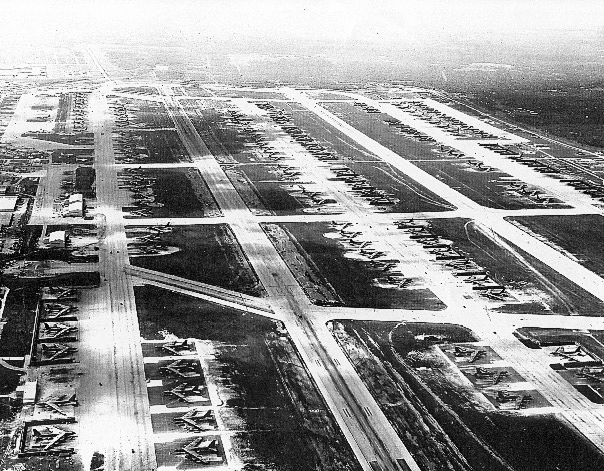
Il gran numero di bombardieri B-52 Stratofortress presenti alla base aerea di Andersen per l'operazione Linebacker II.

L'operazione fu affidata ai Boeing B-52 Stratofortress (versioni D e G) dello Strategic Air Command (SAC) con il supporto di altri velivoli per l'aerorifornimento (Boeing KC-135 Stratotanker) e la difesa ravvicinata. I B-52 operarono dalle basi di Guam (nell'Oceano Pacifico) e di U-Tapao (in Thailandia).
Come velivoli di supporto furono usati principalmente gli F-4 Phantom II che ebbero il compito di scortare i bombardieri nello spazio aereo nemico, mentre gli F-111 furono utilizzati per attaccare bersagli difesi in modo massiccio dalla contraerea nemica. La marina impiegò perlopiù gli Grumman A-6 Intruder per bombardamenti durante il giorno e degli Douglas A-3 Skywarrior per il disturbo degli apparecchi radar e per la guerra elettronica. La ricognizione fu affidata agli Vought A-7 Corsair II, mentre le missioni di salvataggio furono prevalentemente condotte con l'ausilio degli Sikorsky S-65. Per la verifica e la valutazione dei danni inflitti durante le operazioni di bombardamento vennero impiegati il Lockheed SR-71 e l'aereo teleguidato Ryan Model 147 Lightning Bug.

## La "Guerra degli Undici Giorni"

### Fase iniziale
Le prime tre missioni dell'operazione svoltesi a partire dal 18 dicembre 1972 furono condotte esattamente come pianificate dal SAC. Il primo attacco avvenuto la notte del 18 dicembre fu condotto con l'ausilio di 129 bombardieri. La prima ondata di attacchi interessò principalmente gli aeroporti di Kép, Phuc Yen e Hoa Lac, mentre la seconda e la terza ondata di attacchi si concentrò principalmente su obiettivi situati nei dintorni di Hanoi. Durante le tre fasi di attacco furono lanciati più di 220 missili contro i B-52, ma ciò nonostante solo tre velivoli, due B-52G e un B-52D furono abbattuti. Due B-52D colpiti dalla contraerea riuscirono nonostante i danni subiti a rientrare alla base, senza subire perdite. Dei tre equipaggi abbattuti solo uno poté essere tratto in salvo dalle squadre di recupero che si tenevano pronte per recuperare gli equipaggi che si erano lanciati in territorio nemico. Sempre la stessa notte anche un F-111 fu abbattuto mentre stava tentando di colpire la sede dell'emittente di Radio Hanoi.

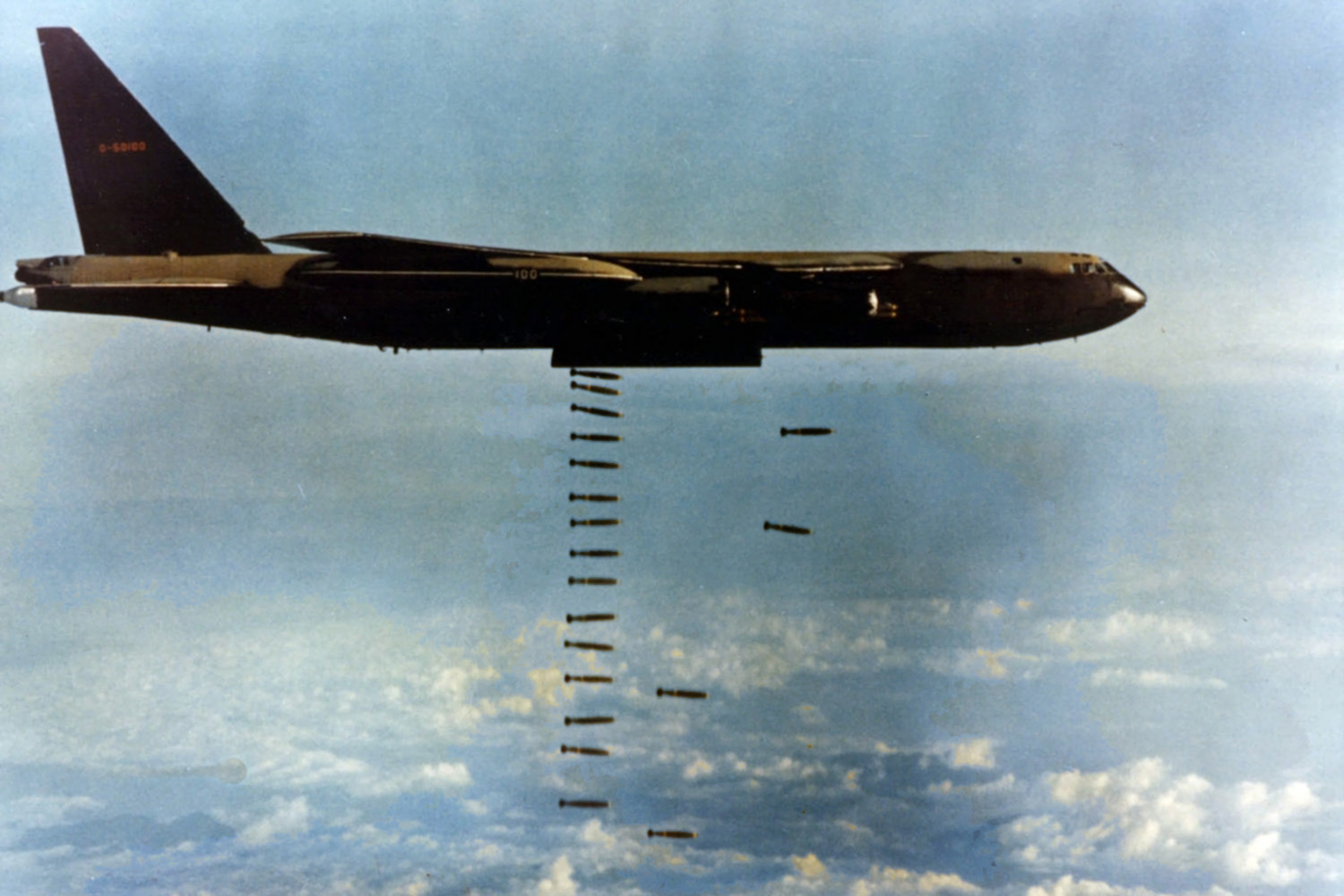
Un B-52D durante un bombardamento

Contrariamente a quanto era avvenuto per tutte le altre operazioni militari in Vietnam, per l'operazione Linebacker II non ci fu un discorso televisivo rivolto alla nazione da parte del presidente Nixon, ma ci si limitò a tenere una conferenza stampa presieduta dal segretario alla sicurezza Kissinger.
La notte del 19 dicembre seguì una seconda ondata di attacchi sempre articolata nello schema dei tre attacchi. Questa volta furono prese di mira la centrale termoelettrica di Thái Nguyên e numerosi bersagli nell'area di Yen Vien. Nonostante l'intenso fuoco nemico da terra non ci furono perdite tra i bombardieri. Secondo quanto pianificato dal SAC questa avrebbe dovuto essere la penultima operazione militare.
La notte del 20 dicembre fu quindi lanciato il terzo attacco aereo sempre contro obiettivi nell'area di Yen Vien, ma questa volta concentrando gli attacchi contro la linea ferroviaria di Kinh No, contro gli impianti di raffinazione di Hanoi e contro il porto merci di Bắc Giang. Di fatto questa ondata di attacchi ebbe un successo molto limitato. Oltre a colpire per sbaglio un ospedale civile provocando la morte di 28 persone durante la notte del 20 dicembre, andarono persi sette bombardieri e un ottavo velivolo precipitò nell'intento di rientrare alla base dopo avere subito gravi danni dal fuoco nemico.
Di fatto la tattica sempre identica con la quale si susseguivano gli attacchi permise al nemico di prevedere quali fossero le rotte che i bombardieri avrebbero seguito e permise di concentrare il fuoco della contraerea nelle zone interessate, aumentando sensibilmente la possibilità di abbattere i velivoli. Apparve quindi chiaro che la operazione Linebacker non si sarebbe potuta concludere dopo solo tre giorni ma che sarebbe stata destinata a continuare per forzare il governo nordvietnamita al tavolo delle trattative di pace.

### Fase centrale
Al termine della terza giornata di bombardamenti il presidente Nixon autorizzò il proseguimento dell'operazione militare. Per ridurre il numero delle perdite si decise però di impiegare perlopiù velivoli della serie G dotati di apparecchiature per le contromisure più sofisticati e di impiegare il minore numero possibile di apparecchi della serie D nell'area di Hanoi dove si concentravano il maggiore numero di missili della contraerea nordvietnamita. Di conseguenza le seguenti ondate di attacchi videro numeri minori di velivoli impiegati nei bombardamenti che non di rado non superavano i trenta apparecchi complessivamente.

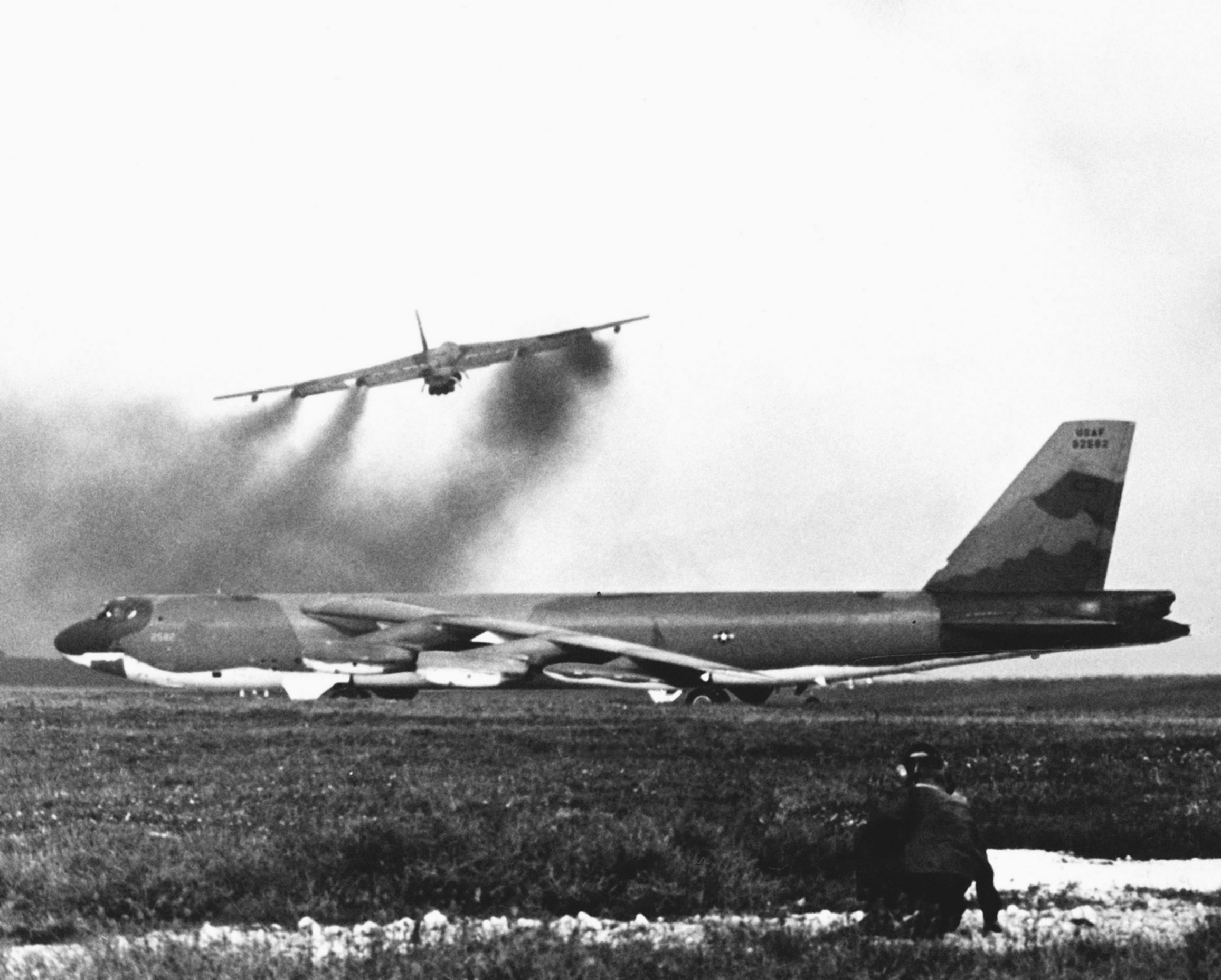
Due B-52G in decollo dalla base aerea di Andersen durante Linebacker II.

La quarta notte furono presi di mira i depositi nell'area nord di Hanoi. 30 bombardieri decollarono dalla base di U-Tapao in Thailandia tra i quali c'era anche una manciata di bombardieri della serie D; due di questi furono abbattuti da altrettanti missili SAM nella fase finale del bombardamento. La notte successiva altrettanti B-52 attaccarono gli impianti di raffinazione nei pressi di Haiphong. Questa volta non ci furono perdite tra i bombardieri anche se un F-111 venne abbattuto nell'intento di danneggiare alcune infrastrutture della ferrovia Kinh No.
Due giorni prima del 25 dicembre furono infine prese di mira le postazioni della contraerea. Alcuni F-111 ebbero il compito di bombardare tutte le postazioni della contraerea per indebolire le difese nemiche prima che i B-52 sferrassero un secondo attacco contro le postazioni prescelte per distruggerle completamente. Allo stesso tempo furono anche bombardati alcuni aeroporti militari per ridurre il pericolo di un eventuale attacco aereo.
Durante i bombardamenti della sesta notte furono presi di mira nuovamente obiettivi nell'area di Hanoi senza però registrare perdite né tra i bombardieri né tra i velivoli di supporto. Dopo gli attacchi sferrati contro le postazioni della contraerea, dal 21 dicembre al 23 dicembre non si registrarono più perdite tra i B-52.
Decisamente inferiore fu il numero di velivoli persi dalla United States Navy che effettuò perlopiù bombardamenti di modeste dimensioni durante il giorno, quando i B-52 non potevano effettuare delle missioni perché troppo vulnerabili. Nonostante la marina effettuasse circa 50 missioni al giorno, in soli dieci giorni perse poco più di una manciata di velivoli. Il numero ridotto di perdite si spiega principalmente a causa della scarsa reattività della contraerea nord vietnamita nelle ore del giorno, quando cercava di evitare di sprecare munizioni che poi sarebbero state impiegate nelle ore notturne contro i B-52.

### Il grande attacco del 26 dicembre 1972

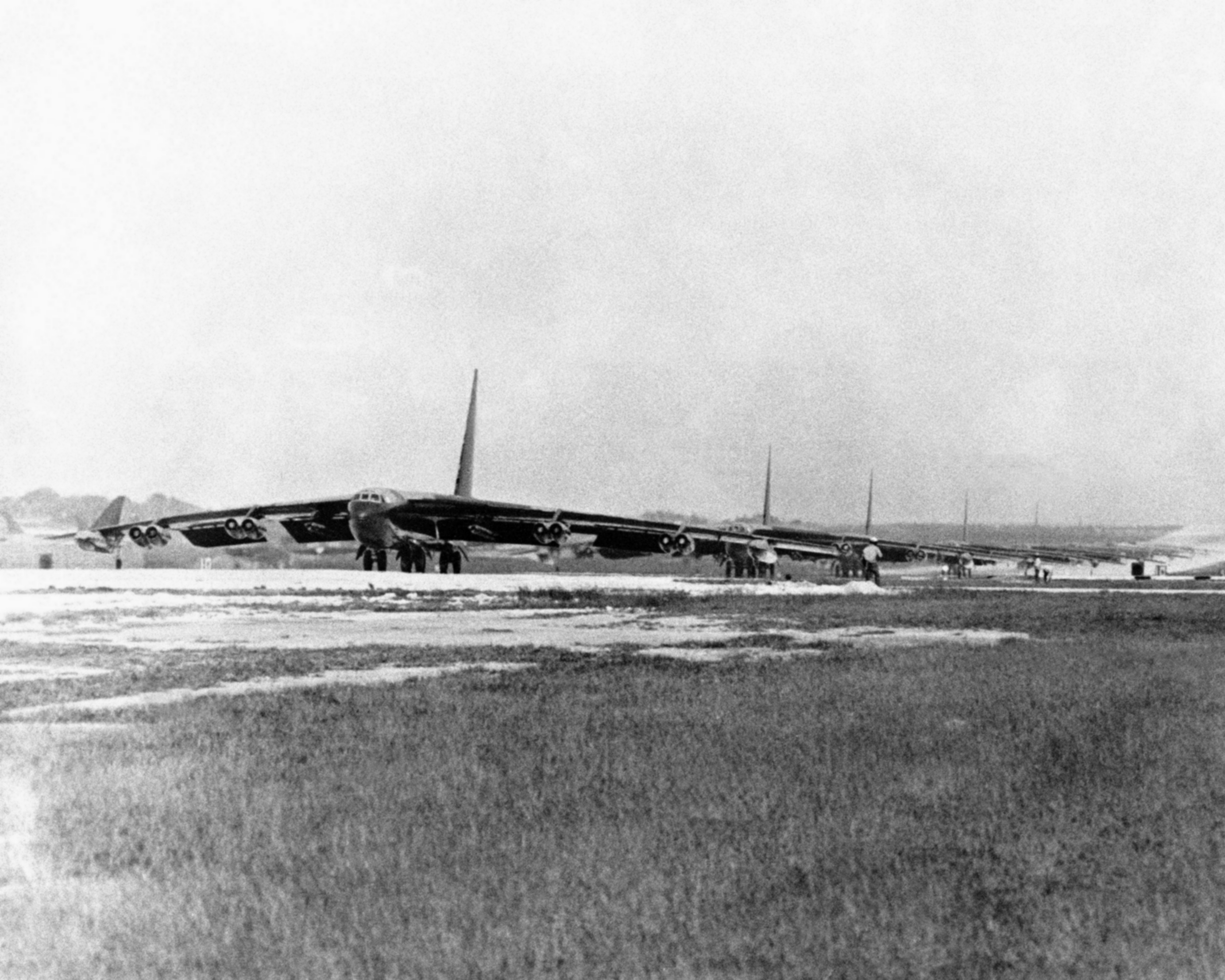
Elephant walk prima del decollo di alcuni B-52 dalla base aerea Andersen a Guam.

Dopo il bombardamento del 24 dicembre 1972 le formazioni aeree americane fermarono temporaneamente le operazioni il giorno di Natale; questa sosta avrebbe consentito di effettuare lavori di manutenzione sui velivoli e riorganizzare le forze del SAC; soprattutto permise il riposo degli equipaggi sottoposti alla snervante tensione fisica e psichica delle lunghe missioni di guerra verso i cieli del Vietnam del Nord. Il giorno di pausa peraltro permise anche ai nordvietnamiti di riorganizzare le loro difese e riequipaggiare le batterie di missili terra-aria schierate intorno ad Hanoi e Haiphong.

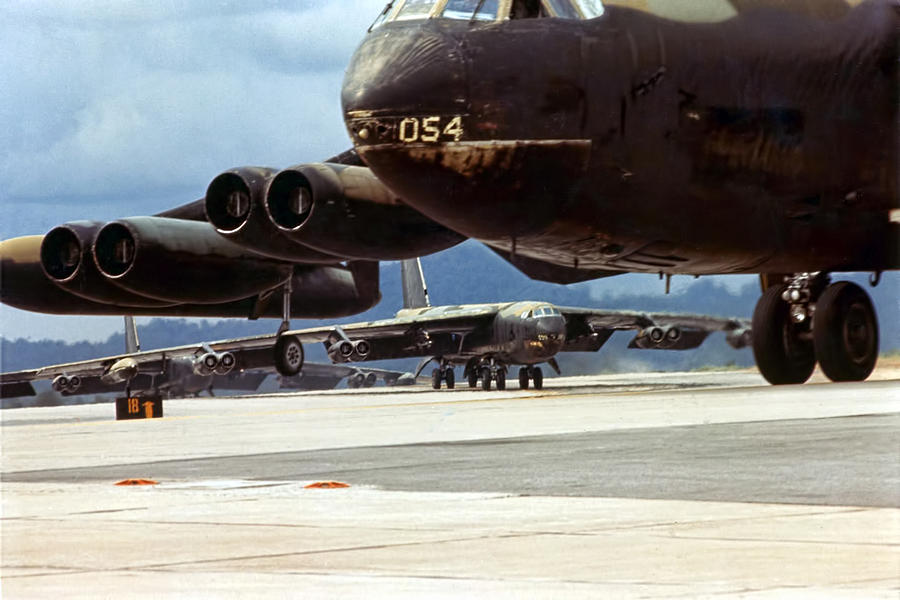
Bombardieri B-52D decollano dalla base aerea tailandese di U-Tapao per partecipare all'operazione Linebacker II.

I comandi del SAC e della Seventh Air Force erano determinati ad esercitare il massimo sforzo il 26 dicembre 1972, ottavo giorno dell'operazione Linebacker II, cercando di impiegare il numero più alto possibile di bombardieri B-52, inoltre si decise di modificare la tattica di attacco per massimizzare gli effetti distruttivi e ridurre le perdite. Invece di far arrivare sui vari obiettivi i bombardieri in ondate successive distanziate di tre o quattro ore, il 26 dicembre le formazioni sarebbero arrivate sui bersagli in rapida successione provenendo da direzioni e quote diverse; i piani prevedevano che le prime bombe sarebbero state sganciate alle ore 22.30 e che entro le ore 22.45, tutti i B-52 avrebbero completato il bombardamento.
I B-52 sarebbero arrivati sugli obiettivi in formazione a tre percorrendo precisi corridoi aerei e ogni terzetto si sarebbe succeduto ogni due-tre minuti. Per permettere una migliore sincronizzazione dei tempi di arrivo delle formazioni sui bersagli, poco prima di giungere sulla zona coperta dai missili terra-aria nordvietnamiti, i B-52 avrebbero effettuato una compression box, un'area cosiddetta a "gamba di cane" (rotte angolate di lunghezza diversa), dove gli aerei avrebbero potuto allungare o rallentare il tratto da percorrere per guadagnare o perdere tempo se i bombardieri erano in ritardo o in vantaggio sui tempi stabiliti. Dopo la compression box per la rettifica dei tempi, i B-52 avrebbero percorso l'ultimo tratto in rettilineo, nonostante il pericolo rappresentato dai missili nemici, per ottenere un accurato puntamento delle bombe. Per confondere la difesa contraerea, i bombardieri avrebbero volato secondo lo stesso percorso sia nella fase di ingresso verso l'obiettivo che nella fase di uscita; in questo modo sullo stesso corridoio si sarebbero incrociati i B-52 in rotta d'attacco con quelli di ritorno dopo lo sgancio, dando un'immagine confusa agli operatori radar nordvietnamiti che avrebbero osservato sugli schermi ondate di aerei quasi sovrapposte ma volanti in direzioni opposte.

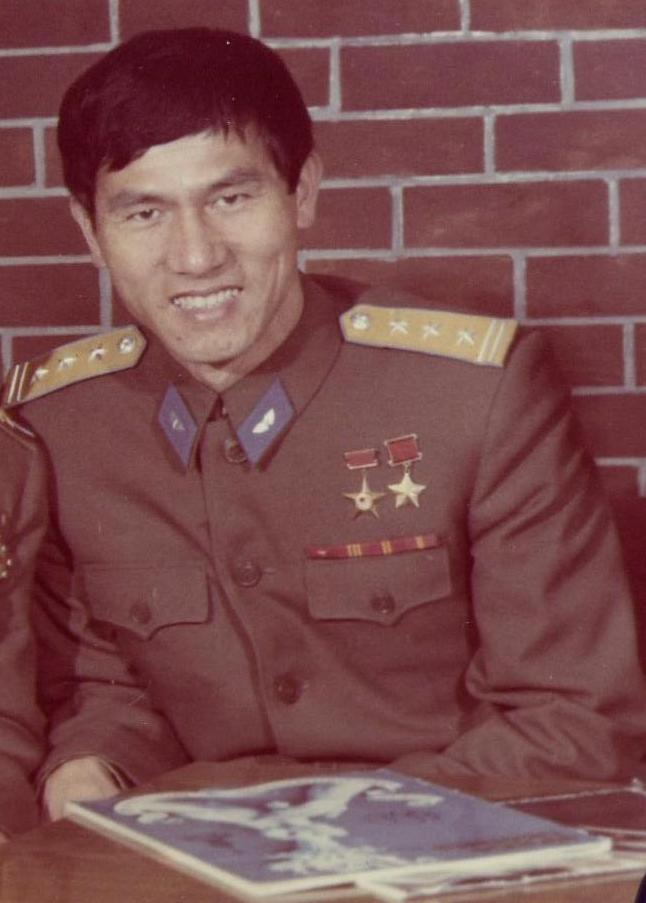
Il pilota nordvietnamita Phạm Tuân che rivendicò la notte del 27 dicembre 1972 l'abbattimento con missili aria-aria di un B-52.

Secondo la pianificazione americana, il grande attacco del 26 dicembre 1972 sarebbe stato sferrato da un totale di 120 bombardieri strategici B-52: dalla base di Andersen sarebbero decollati trentatré B-52D e quarantacinque B-52G, mentre dalla base tailandese di U-Tapao sarebbero partiti quarantadue B-52D. La missione prevedeva che fossero colpiti dieci obiettivi principali, di cui sette individuati nell'area di Hanoi che, essendo fortemente difesa, sarebbe stata colpita da 72 bombardieri B-52D. Questi aerei erano equipaggiati con contromisure elettroniche maggiormente sofisticate e quindi avrebbero potuto fronteggiare con maggior successo le difese missilistiche nordvietnamite. Inoltre i B-52D partecipanti erano stati aggiornati alla versione cosiddetta Big Belly ("grande pancia") che permetteva di trasportare un enorme carico bellico: 18400 chilogrammi nelle stive interne e 11100 chilogrammi all'esterno sulle ali.
Le procedure preliminari alla base di Andersen presentarono difficoltà particolari; i 500 uomini d'equipaggio dei 78 B-52 che sarebbero decollati da Guam non potevano essere tutti contenuti in uno stesso locale per la riunione finale con la comunicazione delle istruzioni di missione; quindi gli uomini dovettero essere divisi: una parte ricevettero gli ordini nel centro operativo delle missioni Arc Light, mentre gli altri furono radunati nel teatrino locale. Il trasporto degli equipaggi ai rispettivi aerei presentò altre difficoltà; non c'erano mezzi di trasporto sufficienti per tutti e una parte dei militari raggiunsero i loro bombardieri sui mezzi motorizzati delle cucine da campo, altri invece usufruirono degli autoveicoli del comando. Nonostante questi problemi organizzativi la fase di decollo dei 78 B-52 ebbe inizio regolarmente alle ore 16.18 di Guam e proseguì freneticamente per 150 minuti; le complesse operazioni si svolsero con pieno successo e nonostante l'apparente confusione tutti i bombardieri decollarono nei tempi previsti in mezzo ad enormi nuvole di fumo nero sprigionato dalle turbine dei B-52. Queste impressionanti operazioni vennero osservate al largo di Guam da un motopeschereccio sovietico.
La notte del 26 dicembre, quindi 120 bombardieri decollarono da U-Tapao e Guam per bombardare diversi obiettivi militari situati nell'area di Hanoi e Haiphong. Contemporaneamente ai 120 B-52, altri 113 apparecchi militari, tra i quali anche numerosi F4 Wild Weasel, scortarono i bombardieri nello spazio aereo nemico.

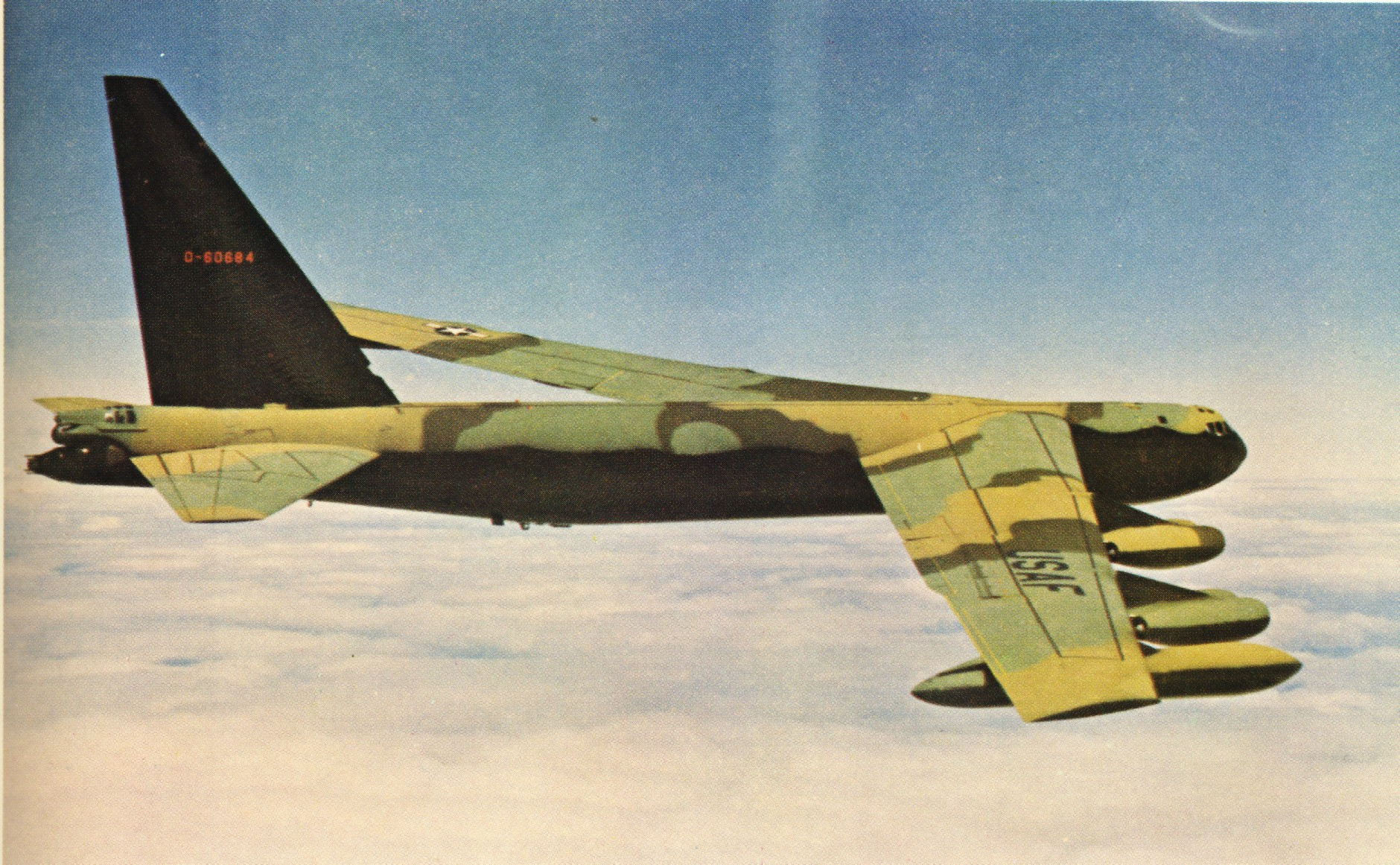
Un B-52D in volo.

Completamente sopraffatta dalla superiorità numerica del nemico, la contraerea nordvietnamita tentò di contrastare l'ondata di attacchi sparando oltre 950 missili SAM, molti dei quali però furono sparati quando i B-52 si trovavano ancora fuori gittata massima. Ciò nonostante un B-52 fu abbattuto sopra Hanoi e un secondo velivolo danneggiato dal fuoco nemico precipitò a pochi chilometri dalla pista di atterraggio di U-Tapao mentre stava tentando di rientrare alla base. La notte del 28 dicembre seguì una seconda ondata di attacchi. Questa volta furono però impiegati solo la metà dei velivoli utilizzati la notte precedente. Ciò nonostante altri due B-52 andarono persi. Il primo dei due riuscì ad uscire dallo spazio aereo nemico permettendo all'equipaggio di eiettarsi nello spazio aereo del Laos, dove in seguito tutti i membri dell'equipaggio furono tratti in salvo, mentre il secondo velivolo fu meno fortunato subendo un centro che non lasciò scampo all'equipaggio. Sempre la stessa notte due F-4 Phantom ed un HH-53 furono abbattuti durante un tentativo di trarre in salvo uno dei due equipaggi dei B-52 abbattuti.
Una seconda ondata di attacchi identica a quella della notte precedente seguì la notte del 29 dicembre quando altrettanti B-52 attaccarono diversi bersagli situati tutti nell'area settentrionale del Vietnam del Nord. L'ultima notte di bombardamenti ci fu una nuova ondata di attacchi sempre con l'ausilio di 60 velivoli. Nelle ultime due notti di bombardamenti non si registrarono perdite tra gli apparecchi statunitensi.

## Trattative di pace
A partire dal 22 dicembre 1972, il governo statunitense propose ai delegati nordvietnamiti la fine dei bombardamenti in cambio della ripresa dei trattati di pace. Nonostante Hanoi sostenesse che i bombardamenti effettuati dagli statunitensi non fossero un preludio alla resa o alla ripresa delle trattative da parte del Vietnam del Nord, il 26 dicembre Hanoi confermò la propria disponibilità a riprendere le trattative di pace. Di conseguenza il presidente Nixon ordinò la cessazione di tutte le operazioni militari a nord del 20º parallelo a partire dal 29 dicembre.
Il 2 gennaio 1973 le trattative di pace ripresero con la seguente ratifica da parte del Vietnam del Nord del testo elaborato a ottobre dell'anno precedente in presenza del segretario alla sicurezza Kissinger.
L'unico ostacolo da superare era ormai lo scetticismo del presidente sudvietnamita Thieu, che si vide però costretto ad accettare il testo del trattato, dal momento che Nixon si era dimostrato deciso a ratificare il testo del trattato di pace con o senza l'approvazione del governo sudvietnamita. Il 9 gennaio 1973 fu quindi firmata a Parigi la fine delle ostilità tra Vietnam del Nord e Stati Uniti.

## Conclusione e risultati
Complessivamente durante l'operazione Linebacker II furono compiute oltre 741 missioni con l'ausilio dei B-52, delle quali 729 furono portate a termine con successo con la distruzione degli obiettivi individuati. 15237 tonnellate di bombe furono sganciate su 14 obiettivi militari ed ulteriori 5000 tonnellate furono sganciate da velivoli di supporto. 212 missioni di supporto furono compiute dai B-52 nello spazio aereo sudvietnamita e 769 missioni di appoggio furono condotte dall'USAF e 505 dalla U.S. Navy. Oltre 20 missioni di salvataggio furono condotte dalla marina e dalla aviazione militare statunitense durante le quali furono tratti in salvo 33 piloti statunitensi abbattuti.
Ingenti furono i danni subiti dall'industria nordvietnamita che vide oltre l'80% degli impianti elettrici distrutti e oltre 500 furono le interruzioni della linea ferroviaria causata dai bombardamenti.
Le perdite per gli Stati Uniti consistettero in 15 bombardieri abbattuti dalla contraerea, 43 soldati uccisi e 15 dispersi. Ai 15 B-52 distrutti si aggiungono ulteriori 12 velivoli di supporto persi nel corso delle varie missioni, tra i quali due F-111, tre F-4, due A-7, due A-6, un EB-66 ed un HH-53, perso durante una missione di salvataggio. Il Vietnam del Nord rivendicò la distruzione di un B-52 con missili aria-aria da parte del pilota Phạm Tuân il 27 dicembre 1972.
Stime ufficiali valutarono il crollo di merci in transito ad Haiphong da un ritmo di 160 000 a 30 000 tonnellate al mese.
All'epoca dei fatti il presidente Nixon, Henry Kissinger e i loro collaboratori affermarono enfaticamente che i bombardamenti pesanti sul Vietnam del Nord avevano finalmente spezzato l'ostruzionismo del nemico e favorito in modo decisivo la conclusione delle trattative di Parigi. La maggior parte degli storici e degli analisti in realtà non confermano queste affermazioni propagandistiche dell'amministrazione americana. In pratica le clausole degli accordi di Parigi non differirono dalla bozza di ottobre 1972 e garantirono importanti vantaggi politici e militari ai Viet Cong e al Vietnam del Nord, mentre il presidente Thieu venne alla fine costretto a firmare la tregua nonostante la sua netta e radicale contrarietà. In pratica i "bombardamenti di Natale" servirono a Nixon non per migliorare la sua posizione negoziale, ma solo per dare una dimostrazione di potenza e rassicurare almeno in teoria il governo di Saigon sulla sua decisione e volontà di continuare a supportare, anche militarmente, il Vietnam del Sud nel caso di una rottura degli accordi di Parigi. Gli sviluppi della politica americana, con l'ostilità del Congresso e lo scandalo Watergate che travolse Nixon, resero peraltro del tutto vane le promesse del presidente.